# Fichet-Bauche
Pour les articles homonymes, voir Fichet et Bauche (homonymie).
 (septembre 2015).
Si vous disposez d'ouvrages ou d'articles de référence ou si vous connaissez des sites web de qualité traitant du thème abordé ici, merci de compléter l'article en donnant les références utiles à sa vérifiabilité et en les liant à la section « Notes et références ».
 (mars 2024).
Fichet Bauche est une entreprise française dans le domaine de la sécurité. 
Le groupe fabrique et installe des coffres-forts, armoires ignifuges et chambres fortes. Les produits sont homologués[pas clair] et toutes les serrures sont brevetées.

## Historique
Alexandre Fichet fondateur de l’entreprise, ouvre sa première serrurerie à Paris en 1825. 
L’année 1829 est marquée par un tournant crucial dans l’histoire des serrures : le principe de l’incrochetabilité est trouvé par la mise en service d’une serrure à pompe incrochetable (brevet no 3883 le 29 mars 1829).
En 1840, Fichet crée son premier coffre-fort incombustible moderne : double paroi entièrement en acier et serrure commandée par une clé « FICHET ». Le coffre-fort ne cessera de faire évoluer la technologie des serrures pour les rendre de plus en plus performantes. La société ouvre deux autres établissements, à Lyon et à Marseille.
Henri Bauche, propriétaire d’une usine de briques réfractaires, se lance en 1864 dans la construction des coffres-forts à Gueux dans la Marne. La conception de Bauche va être différente, au lieu d’une caisse en bois recouverte de tôle ou de bande de fer, Bauche livrera un coffre comprenant deux caisses en fer sans joint, boulonnées et rivées entre-elles et entre lesquelles on dispose une matière réfractaire.
C’est en 1967, que Fichet et Bauche fusionnent et transfèrent leurs activités à l’usine de Bazancourt (Marne). Ils produiront ensemble coffres-forts, armoires ignifuges, armoires fortes et de nombreux produits.
En 1999, le Groupe de sécurité Gunnebo (spécialisée dans la protection physique et électronique) rachète le groupe Fichet Bauche.
Le 3 décembre 2018, Fichet Group est créé en regroupant les entités Fichet Bauche, Fichet Security Solutions France, Belgique, et Luxembourg[pas clair]. Ce changement de nom, fait suite à l'acquisition des filiales française, belge et luxembourgeoise du groupe par le fonds d’investissement OpenGate Capital[pas clair].

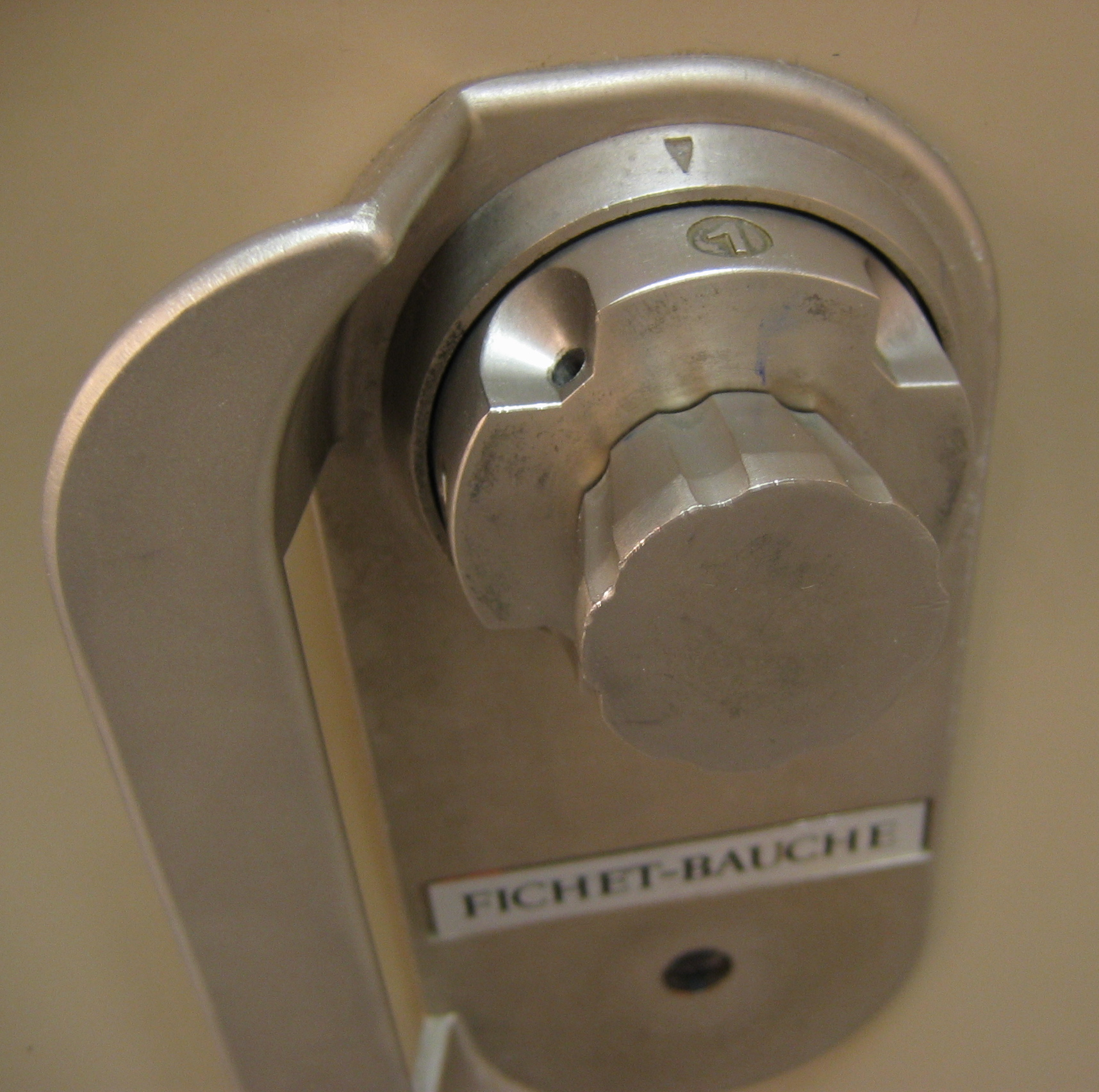
Verrou Fichet-Bauche.